# Supersam

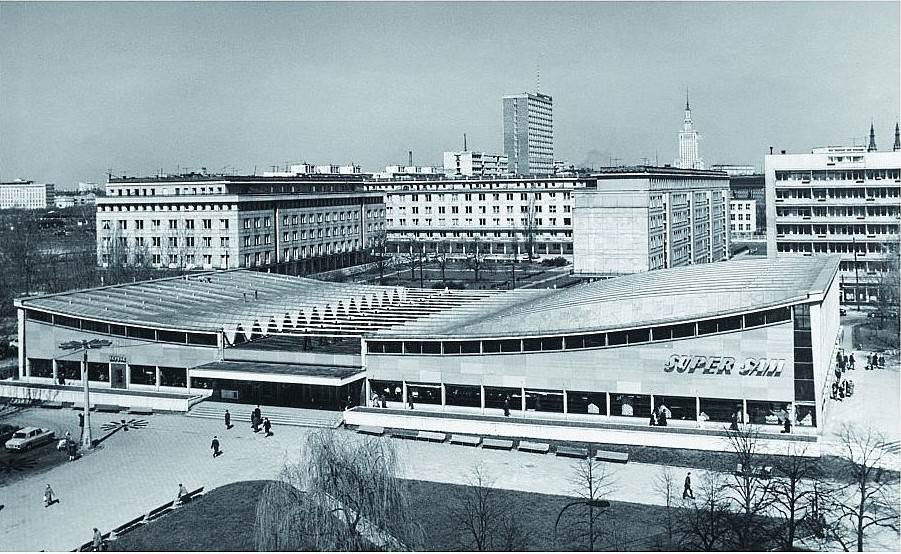
Supersam w Warszawie (1969)

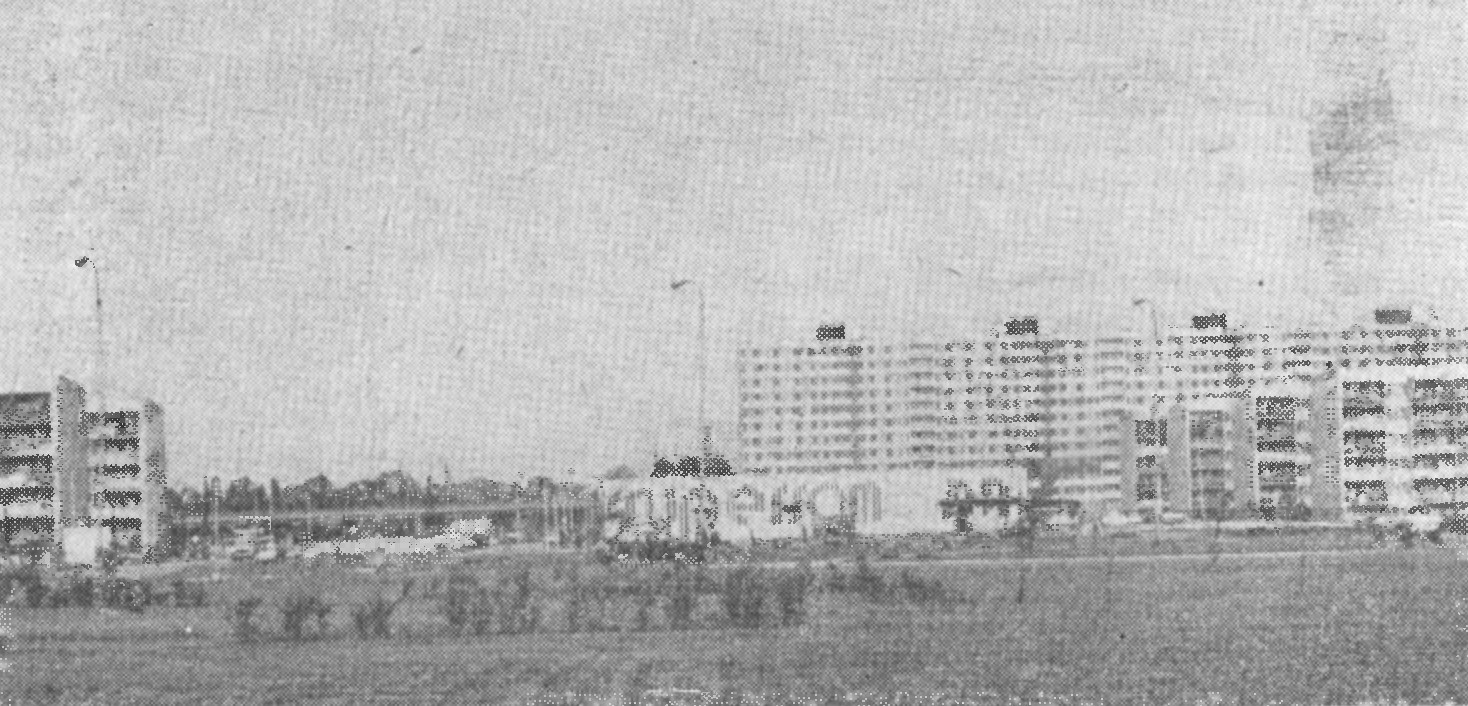
Parterowy budynek sklepu spożywczego z wymalowanym napisem Supersam na osiedlu Oświecenia w Poznaniu (1978)

Supersam – wielki sklep samoobsługowy, większy od samu i mniejszy od megasamu. 
Supersamy zaczęły powstawać w Polsce w pierwszej połowie lat 60. XX wieku. Pierwszy sklep tego rodzaju został otwarty 6 czerwca 1962 roku w Warszawie.

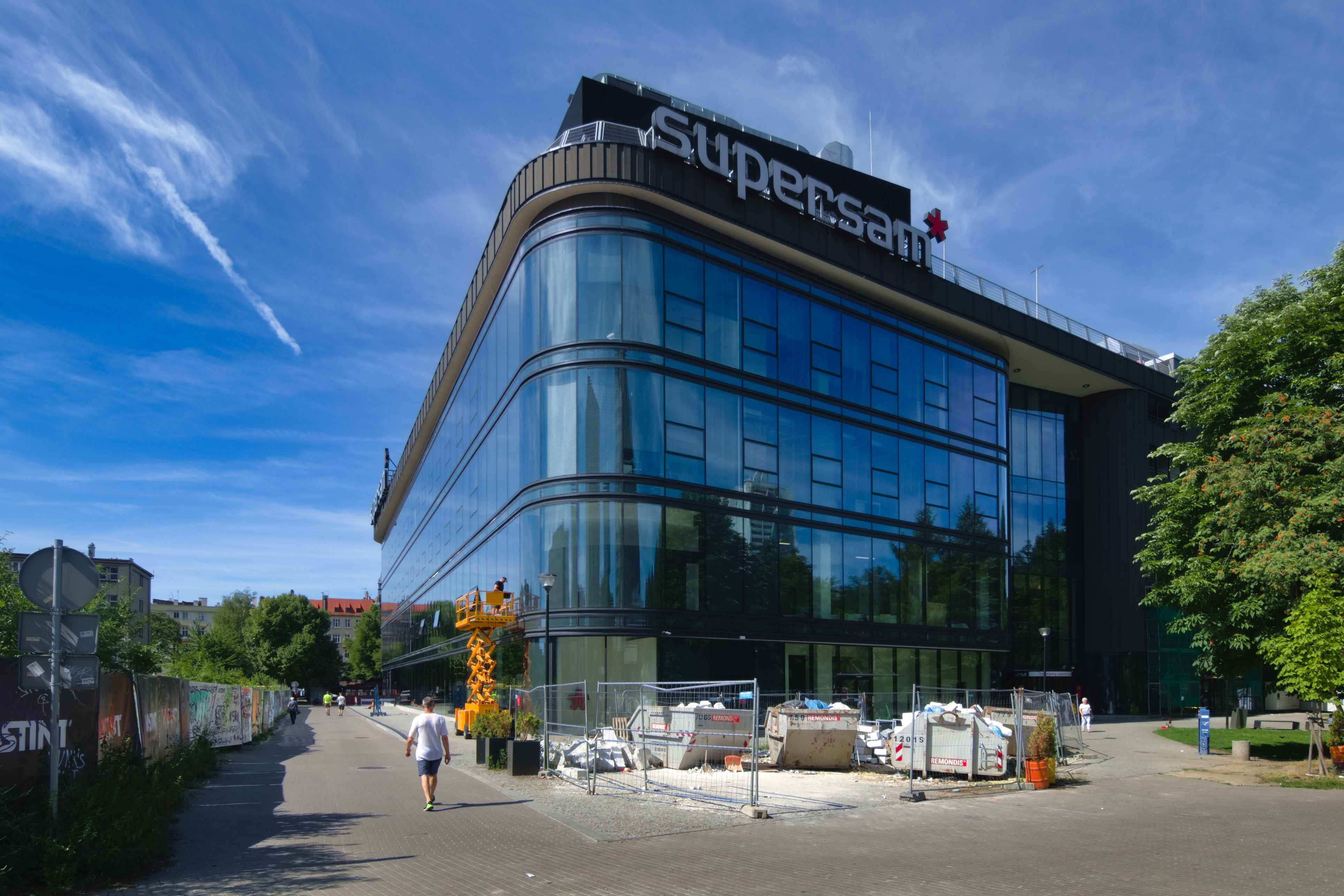
Supersam w Katowicach, obecnie funkcjonujący jako centrum handlowe

Obiekt pod tą nazwą działał również m.in. w Poznaniu (supersam „Kasia” przy ul. 27 Grudnia, zamknięty w 2018) oraz Kaliszu (przy al. Wojska Polskiego 53a).
W 2015 roku na miejscu Supersamu w Katowicach otwarte zostało centrum handlowe o tej samej nazwie.
W środku sklepu klienci mogą swobodnie przemieszczać się pomiędzy półkami z artykułami.
Supersam jest również nazwą spółdzielni spożywców w Warszawie (KRS nr 0000050738) oraz innych podmiotów handlowych w Polsce.